# 奥斯卡青少年奖
奥斯卡青少年奖，又被称作少年奥斯卡。由美国电影艺术与科学学会理事会裁定，颁发给十八岁以下，且“在荧幕上有杰出表现”的青少年表演者。
青少年奖的奖杯，是一个大約7英寸高的缩小版奥斯卡小金人。
这个荣誉奖最早於1935年，颁给了当时6岁的秀兰·邓波儿。  之後有间断的持续颁发了25年，直到1961年，12岁的海莉·米尔斯因在《小福星》中的表演，成为最后一个获得此奖的演员。

## 获奖者名单
下表中列出的年龄是获奖者参加颁奖典礼当晚的年龄而不是参演电影时候的年龄。有些颁奖典礼是在电影播放后的一到两年后才举行的。
| 奥斯卡青少年奖获奖者 | 奥斯卡青少年奖获奖者 | 奥斯卡青少年奖获奖者 | 奥斯卡青少年奖获奖者                                               |
| 年份                 | 获奖者               | 获奖时年龄           | 荣誉                                                               |
| -------------------- | -------------------- | -------------------- | ------------------------------------------------------------------ |
| 1934 第7届           | 秀兰·邓波儿          | 6岁310天             | 表彰其在1934年的杰出表现。                                         |
| 1938 第11届          | 狄安娜·窦萍          | 17岁81天             | 表彰他们在前一年的杰出表演。                                       |
| 1938 第11届          | 米基·鲁尼            | 18岁153天            | 表彰他们在前一年的杰出表演。                                       |
| 1939 第12届          | 朱迪·加兰            | 17岁264天            | 表彰其在前一年的杰出表演。                                         |
| 1944 第17届          | 玛格丽特·奥布赖恩    | 8岁59天              | 1944年获奖演员。                                                   |
| 1945 第18届          | 佩姬·安·加納         | 14岁32天             | 1945年获奖演员。                                                   |
| 1946 第19届          | 克劳德·贾曼          | 12岁167天            | 1946年获奖演员。                                                   |
| 1948 第21届          | 伊凡·扬德尔          | 12岁59天             | 表彰其在《乱世孤雏》的表演。                                       |
| 1949 第22届          | 博比·德里斯科尔      | 13岁20天             | 1949年杰出青少年演员。                                             |
| 1954 第27届          | 乔恩·怀特利          | 10岁39天             | 表彰其在《小绑匪》中的杰出表现。                                   |
| 1954 第27届          | 文森特·温特          | 7岁91天              | 表彰其在《小绑匪》中的杰出表现。                                   |
| 1960 第33届          | 海莉·米尔斯          | 14岁364天            | 米尔斯以《小福星》获奖，她的表演是整个1960年最出色的的青少年演出。 |

## 外部連結
- Academy of Motion Picture Arts and Sciences– 官方網站
- Archived 2012-02-16 at WebCite – Official Database